# Ромин, Василий Александрович
Василий Александрович Ромин (25 апреля 1908, Иваново — 13 сентября 1943, Полтавская область) — командующий артиллерией 253-й стрелковой дивизии 40-й армии Воронежского фронта, подполковник. Герой Советского Союза (24 декабря 1943, посмертно).

## Биография
Родился 25 апреля 1908 года в городе Иваново-Вознесенск в семье рабочего. Русский. Рос и воспитывался в семье тёти, сестры отца, так как мать отказалась от ребёнка. С 16 лет работал на ткацкой фабрике. Окончил текстильный техникум, учился на заочном отделении Ивановского текстильного института. Вступил в ВКП(б) в 1930 году.
В Красной Армии с 1931 года. По спецнабору стал курсантом Московской артиллерийской школы имени Красина, закончил её с отличием в 1933 году. Служил на Дальнем Востоке. Прошёл путь от топографа при командующем артиллерией соединения до командира артиллерийского полка. Здесь он встретил начало Великой Отечественной войны. Неоднократно ходатайствовал об отправке на фронт, но его рапорт был удовлетворён только в конце 1941 года.
Майор Ромин принял командование 357-м артиллерийским полком, формировавшимся в городе Златоусте. С апреля 1942 года полк участвовал в боях на Северо-Западном фронте. В марте 1943 года Ромин был назначен командующим артиллерией 253-й стрелковой дивизии 40-й армии.
С августа 1943 года подполковник Ромин в составе своей дивизии принимал участие в боях под Курском, затем в Белгородско-Харьковской операции. За время боевых действий он находился на самых опасных и серьёзных участках, а в наиболее критических ситуациях лично руководил отражением танковых атак. Артиллерия дивизии под его командованием подбила 31 танк, из них 5 «тигров», 9 орудий, уничтожила много живой силы врага, активно обеспечивала выполнение боевых задач частями.
В начале сентября 1943 года дивизия вела наступление на Полтащине. 13 сентября 1943 года в районе села Новосёловка джип, на котором ехал Ромин с подчинёнными, попал под авианалёт. От близкого разрыва все сидящие в джипе погибли.
Похоронен в братской могиле на месте гибели — в селе Новосёловка Зеньковского района Полтавской области.
15 сентября командиром дивизии был представлен к награждению орденом Ленина посмертно. Командующий артиллерий 1-го Украинского фронта генерал-полковник Варенцов посчитал, что офицер достоин более высокой награды.
Указом Президиума Верховного Совета СССР от 24 декабря 1943 года за образцовое выполнение боевых заданий командования на фронте борьбы с немецко-фашистским захватчиками и проявленные при этом мужество и героизм подполковнику Ромину Василию Александровичу посмертно присвоено звание Героя Советского Союза.
Награждён орденом Ленина, медалями.
В городе Иваново имя героя увековечено на мемориале героев-ивановцев.